# Cordilura setosa
Cordilura setosa är en tvåvingeart som beskrevs av Friedrich Hermann Loew 1860. Cordilura setosa ingår i släktet Cordilura och familjen kolvflugor. Inga underarter finns listade i Catalogue of Life.